# Horor v Amityville

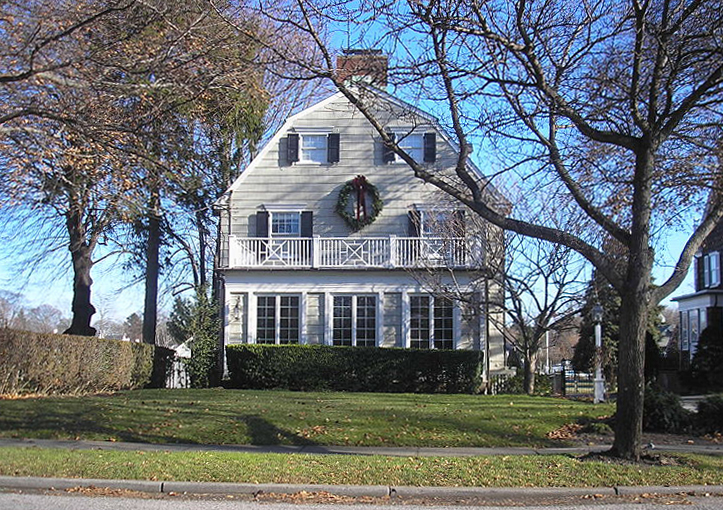
Dům v roce 2005

Horor v Amityville (The Amityville Horror) je kniha amerického autora Jaye Ansona z roku 1977. Tento název se dnes běžně používá pro události, které tato kniha popisuje. Je založena na výpovědi manželů Lutzových, kteří se v prosinci 1975 nastěhovali do rodinného domu ve městě Amityville. V něm o 13 měsíců dříve zavraždil Ronald DeFeo mladší šest členů své rodiny. Hned po jejich nastěhování údajně započala série mnoha nadpřirozených jevů, která nakonec donutila rodinu Lutzových po pouhých 28 dnech z domu odejít.

## Vražda rodiny DeFeových
Město Amityville se nachází na Long Islandu ve státě New York. Zde bydlela v koloniálním domě na adrese 112 Ocean Drive rodina obchodníka Ronalda DeFea. Ten byl známý svou vznětlivou povahou. Přísný byl především na svého drogově závislého syna Ronalda DeFea mladšího. 13. listopadu 1974 oznámil Ronald DeFeo mladší svým kamarádům v restauraci, že někdo zřejmě zabil jeho rodiče. Ti se vydali do domu DeFeových a zjistili, že všech šest členů rodiny bylo zastřeleno. Policie na místě činu zjistila, že vrah nejdříve puškou zastřelil dvěma ranami v dolní ložnici otce Ronalda a matku Louisu a poté vystoupil do patra, kde výstřely do zad zabil jejich děti Marka († 12), Johna († 9) a Allison († 13). Jako poslední potom střelil do obličeje nejstarší dceru Dawn († 18). Ronald mladší označil za možného pachatele místního gangstera Tonyho Mazzea, který měl však alibi.
Jak se ukázalo, důvod vraždit měl sám Ronald DeFeo mladší, který krátce před vraždami otci pravděpodobně ukradl více než 20 000 dolarů, které měl uložit na účet. Místo toho oznámil, že ho po cestě do banky přepadli a oloupili. Ronald při vyšetřování tohoto „přepadení“ odmítl spolupracovat s policií. Jeho otec si však udělal vlastní závěr a syna v zaměstnání obvinil z krádeže. Odpovědí mu byly výhrůžky zabitím. Ronald byl navíc známý svou láskou ke zbraním, které ukrýval ve svém pokoji. Vyšetřovatelům řekl, že k vraždám muselo dojít poté, co onoho osudného dne odešel do zaměstnání. Tuto verzi však policisté vyvrátili. Všechny oběti na sobě měly pyžamo, takže k vraždám došlo už v noci, kdy byl ještě doma. Jeden z detektivů navíc objevil krabičku od nábojů odpovídající ráže pod Ronaldovou postelí. Ten se snažil hájit tím, že střílela jeho matka, nebo že ho k vraždám donutili Mazzeo a další člen podsvětí, Louis Falini, kteří tu noc přišli do domu. Nakonec se však přiznal, že se poté, co ve vzteku zastřelil svého otce, nedokázal ovládnout a postupně zavraždil všechny členy rodiny. Jeho obhajoba byla vystavena na tvrzení, že byl v době vražd nepříčetný. K vraždám ho údajně navedla ženská postava v kápi, která mu přibližně ve 3:15 ráno podala pušku. Tvrdil také, že slyšel v hlavě hlasy, které mu říkaly, že ho chtějí rodiče zabít a on se musí bránit. Psychiatrické vyšetření však žádnou poruchu neprokázalo a Ronald byl uznán vinným a odsouzen na 125 let odnětí svobody.
Přesto se v případu objevilo několik nejasností. Vražednou zbraní byla puška Marlin 336C, kterou vyšetřovatelé objevili v potoku nedaleko domu. Při vyšetřovacím pokusu puška vytvářela takový hluk, že by musela po prvním výstřelu probudit okamžitě všechny členy rodiny. Ti však, snad s výjimkou Dawn, zemřeli ve spánku. Výstřely se při pokusu navíc rozléhaly po celé čtvrti. Sousedé však tehdy v noci zaslechli pouze štěkot psa. Objevil se také policista, který v době vražd hlídkoval před domem DeFeových. Řekl, že zahlédl dívku v kápi, která něco vhodila do potoka v místě, kde se později nalezla puška. To by souhlasilo s jednou z mnoha Ronaldových verzí a vyvstala otázka, zda nebyla vrahem ve skutečnosti Dawn, která jediná zemřela jinak než ostatní.

## Nadpřirozené jevy
13 měsíců po vraždě rodiny DeFeových zakoupili dům George a Kathy Lutzovi. Důvodem ke koupi byla velmi nízká cena (80 000 dolarů) způsobená pohnutou historií domu. Kathy, George a jejich děti Daniel (9), Christopher (7) a Melissa zvaná Missy (5) se do domu nastěhovali 18. prosince 1975. Na radu svého přítele nechal George dům vysvětit katolickým knězem otcem Rayem. Ten rodinu údajně upozornil, že s domem není něco v pořádku a že se mají vyhýbat horním pokojům (místo, kde zemřely děti DeFeových). Později tvrdil, že v jednom z pokojů mu nějaký mužský hlas řekl, ať odejde. V následujících dnech se mu na rukách objevily černé puchýře. Hned po nastěhování došlo k několika neobvyklým jevům, které se stupňovaly, až nakonec donutily rodinu Lutzových po pouhých 28 dnech dům opustit. Poslední noc v domě byla podle George tak strašná, že se rozhodli o ní nemluvit. Tuto dohodu George později porušil. Po svém odchodu se Lutzovi obrátili na skupinu spiritistů, kteří dům prozkoumali. Podle nich měl být plný negativní energie. Jedna z přítomných dokonce tvrdila, že dům stojí na základech indiánského pohřebiště. V roce 1976 Lutzovi vrátili dům realitní společnosti. George a Kathy byli představeni spisovateli Jay Ansonovi, který na základě jimi zaslaných nahrávek napsal knihu Horror v Amityville. Ta se stala bestsellerem a případ vzbudil všeobecnou senzaci.
Nadpřirozené jevy, které Lutzovi popsali:
- Georgovo chování se změnilo. Stal se odtažitým, nekomunikoval s rodinou. Každou noc se budil ve 3:15 (údajná doba, kdy došlo k vraždám) a odcházel do boudy pro loď. Fyzicky začal připomínat Ronalda DeFea mladšího.
- Dveře v domě se samy otevíraly a zavíraly
- Ve vzduchu byly cítit vibrace a zvláštní chlad
- V noci se ozývaly nevysvětlitelné zvuky a kroky, které údajně zaslechli i přátelé Lutzových
- Předměty se samy od sebe pohybovaly a měnily místo
- V některých pokojích se i přes zimní období držela hejna much
- Kathy o samotě cítila, jak se jí někdo dotýká
- Pes odmítal chodit do horního patra
- Zámky na všech dveřích se zároveň rozbily a Lutzovi je museli vyměnit
- Okna v patře se při vstupu do místnosti sama zabouchla
- V prázdných pokojích byl cítit parfém
- Děti Lutzových v noci spaly v pozici, ve které zemřely děti DeFeových
- Na stěnách se objevovaly skvrny a vytékal z nich sliz
- Melissa tvrdila, že jí navštěvuje létající prase Jodie, které k ní chodí oknem a umí měnit tvar. V jednom případě se v noci v okně objevily svítící oči a druhý den se ve sněhu na pozemku našly stopy velkého prasete.
- Někteří členové rodiny ve spánku levitovali
- Něco neviditelného lezlo k Lutzovým do postele
- George trpěl dočasnou paralýzou
- Obličej Kathy se na několik hodin proměnil v obličej velmi staré ženy
- George zakopl o předmět ve tvaru lva a na jeho noze se objevila stopa po zubech
- Rodina objevila pod schody zvláštní červený pokoj, který nebyl v plánech a jejich pes se k němu odmítal přiblížit
- George na zadní straně krbu uviděl démona s poškozenou hlavou
- Na fotografii pořízené během pozdější seance se objevilo malé dítě, vykukující z jednoho z pokojů v patře. Při seanci si přítomní stěžovali na problémy s dechem a se srdcem. Někteří pozorovali stíny ve tvaru démonů, další tvrdili, že je něco zastavilo na schodech.[5][6]

## Reakce skeptiků
Už krátce po vydání knihy se ozval právník Ronalda DeFea William Weber, který tvrdil, že si Lutzovi historku o strašidelném domě vymysleli na základě jejich setkání, při kterém chtěli vědět, jak došlo k vraždám. Weber jim ve svém domě ukazoval fotografie z místa činu, na nichž byla patrná hejna much, děti DeFeových ležící na břiše, skvrny na stěnách (zbytky z daktyloskopie) apod. William Weber také potvrdil, že spolu diskutovali o možnosti napsat o Amityville knihu, ale Lutzovi se nakonec spojili s Jayem Ansonem. Kniha využila tehdejšího povyku okolo Vymítače ďábla a přinesla jim slušný finanční zisk. Ke kritice Lutzových se přidali i Edward a Lorraine Warrenovi, kteří jimi byli osloveni, aby dům prozkoumali. Ti je varovali, že pokud nic neobvyklého nenajdou, oznámí to veřejnosti. Po tomto upozornění Lutzovi ze schůzky vycouvali s tím, že nechtějí publicitu, a to v době, kdy už běžně se svým příběhem vystupovali v médiích. I verze otce Raye se postupně měnila. Chvílemi tvrdil, že slyšel hlas, později že dostal facku, poté uvedl, že se cítil pouze nepříjemně, ale ničeho zvláštního si nevšiml, potom se ale opět vrátil ke své původní výpovědi. Teorii o indiánském pohřebišti vyloučili sami zástupci indiánů z této oblasti.
Novináři upozornili na značný rozdíl mezi původní verzí příběhu, která připouštěla pouze zvláštní zvuky a změny v chování rodiny, a verzemi pozdějšími, v nichž už figurovali démoni, levitace, sliz vytékající ze stěn a tak podobně. Jejich vyšetřování také ukázalo, že některé skutečnosti uvedené Lutzovými nebyly pravdivé. Například všechny zámky v domě byly stále původní a nemohly být tedy rozbité, v den, kdy měli pozorovat stopy prasete ve sněhu, ve skutečnosti v Amityville sníh nebyl a rodina ani jednou nevolala na polici, jak tvrdili. Člověk poslaný pro věci Lutzových řekl, že dům byl uklizený, věci sbalené a nic nenapovídalo tomu, že by rodina z místa v panice utekla. Navíc žádný z předchozích ani pozdějších obyvatel domu si na nic neobvyklého nestěžoval. Nejčastějším verzí skeptiků je, že se rodina Lutzova ocitla ve finančních problémech a nebyla schopna za provoz a opravy domu platit. Proto ho po necelém měsíci opustili a díky obrovské popularitě Vymítače ďábla došli k závěru, že by i oni mohli vydělat peníze na strašidelném příběhu.
Další možností je, že si Lutzovi kvůli hrůzostrašné historii domu některé běžné jevy vysvětlovali nadpřirozenými silami a mohli se kvůli tomu skutečně cítit nepříjemně. Například tajemná červená místnost chybějící v plánech byla podle dřívějších majitelů zřízena jimi na odkládání věcí. Sousedé měli kočku, které ve tmě svítily oči, lezla po okenních parapetech a lidé jí říkali „prase“ kvůli její nadváze. Okna v horním patře se skutečně sama zavírala kvůli křivé podlaze. Také mouchy se mohly do domu dostat v teplejších měsících a ve vytopených místnostech vydržet až do zimy.

## Pozdější vývoj událostí
Kniha se v roce 1979 dočkala prvního filmového zpracování, které George popsal jako nejpřesnější ze všech filmů na toto téma. Dalších více než 10 filmů a mnoho dokumentů i knih následovalo. George a Kathy se později rozvedli, ale zůstali přáteli. Kathy zemřela v roce 2004, George v roce 2006. Ačkoliv připustili, že některé prvky příběhu mohly být zveličeny, na jeho celkové pravdivosti trvali až do své smrti. I jejich syn Daniel pravdivost příběhu opakovaně potvrdil. Dům několikrát změnil majitele a při jedné příležitosti byl dokonce částečně zpřístupněn veřejnosti. Jeho adresa musela být kvůli davům zvědavců úředně změněna.
Nejznámější filmy inspirované vyvražděním rodiny DeFeových:
- Horor v Amityville (The Amityville Horror, 1979)
- 3:15 zemřeš (The Amityville Horror, 2005)